# 아시카가시
아시카가시(일본어: 足利市)는 일본 도치기현 남서부에 있는 시이다.
옛날에는 아시카가 장원이 번영했고 세이와 겐지, 미나모토노 요시이에, 아시카가씨의 발상지로도 알려져 있으며 프란치스코 하비에르가 "반도의 대학"이라고 부른 유명한 아시카가 학교가 있다.

## 지리
북부에 아시오 산지, 남부에는 간토평야가 펼쳐져 있고 중앙부에 와타라세강이 흐른다. 산지와 평야의 접점에 위치한다. 시청의 해발고도는 34.54m이다.
인접하는 사노시, 기류시, 오타시, 다테바야시시와 함께 료모 지역의 도시핵이며, 현청 소재지인 우쓰노미야시보다 군마현 동부 지방과의 경제적·문화적 연결이 깊다. 특히 기류시·오타시와의 관계는 현 경계를 넘어 밀접하고, 오타시와는 한때 합병이 거론되기도 했다.

### 인접한 지자체
- 도치기현
  - 사노시

- 군마현
  - 기류시
  - 오타시
  - 다테바야시시
  - 오라군 오라정

## 역사
헤이안 시대에 아시카가는 미나모토노 요시쿠니에 의해 개발되었고 그의 후손들은 아시카가씨가 되었다.
아시카가는 오랫동안 방직 산업으로 유명했으나 최근에는 다양한 알루미늄, 기계 금속 제품을 생산하는 공업 및 상업 도시로도 알려지게 되었다.
- 1889년 4월 1일 - 정촌제 시행으로 아시카가군 아시카가정이 성립하였다.
- 1921년 1월 1일 - 아시카가정이 시로 승격해 아시카가시가 되었다.
- 1953년 4월 1일 - 야마베정을 편입하였다.
- 1962년 10월 1일 - 미쿠리야정, 사카니시정을 편입하였다. 이로 인해 아시카가군이 소멸하였고 현재의 시역이 완성되었다.

## 교통

### 철도
- 동일본 여객철도 료모선
- 도부 철도 이세사키선

### 도로
- 기타칸토 자동차도
- 국도 제50호선
- 국도 제293호선
- 국도 제407호선

## 인구
| 연도 | 인구    | ±%    |
| ---- | ------- | ----- |
| 1960 | 146,209 | —     |
| 1970 | 156,004 | +6.7% |
| 1980 | 165,756 | +6.3% |
| 1990 | 167,686 | +1.2% |
| 2000 | 163,140 | −2.7% |
| 2010 | 154,462 | −5.3% |

## 자매 도시
- 일본 가나가와현 가마쿠라시
- 미국 일리노이주 스프링필드
- 중화인민공화국 산둥성 지닝시